# Diocesi di Eichstätt

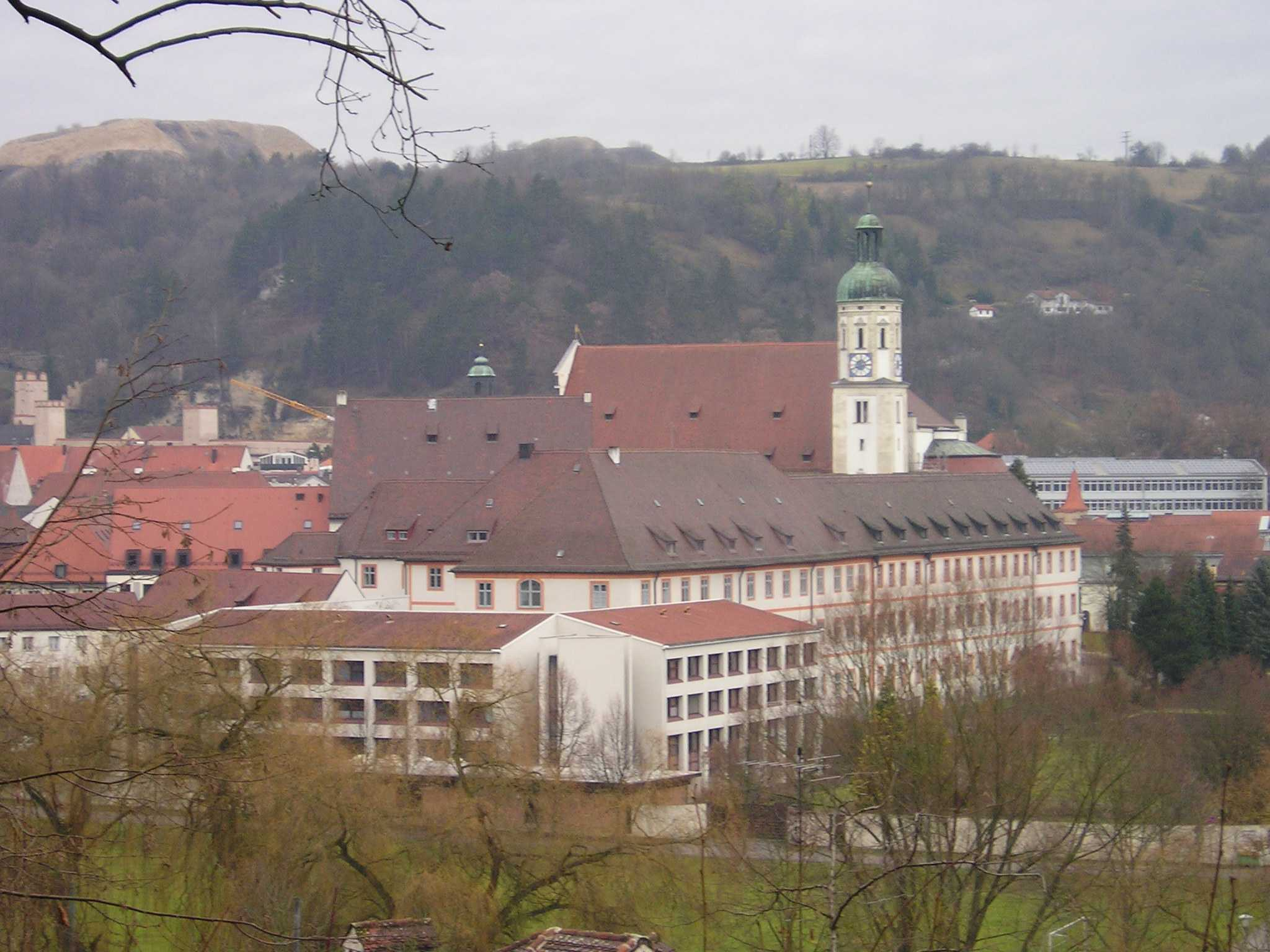
Il Collegium Willibaldinum di Eichstätt, sede del seminario diocesano.

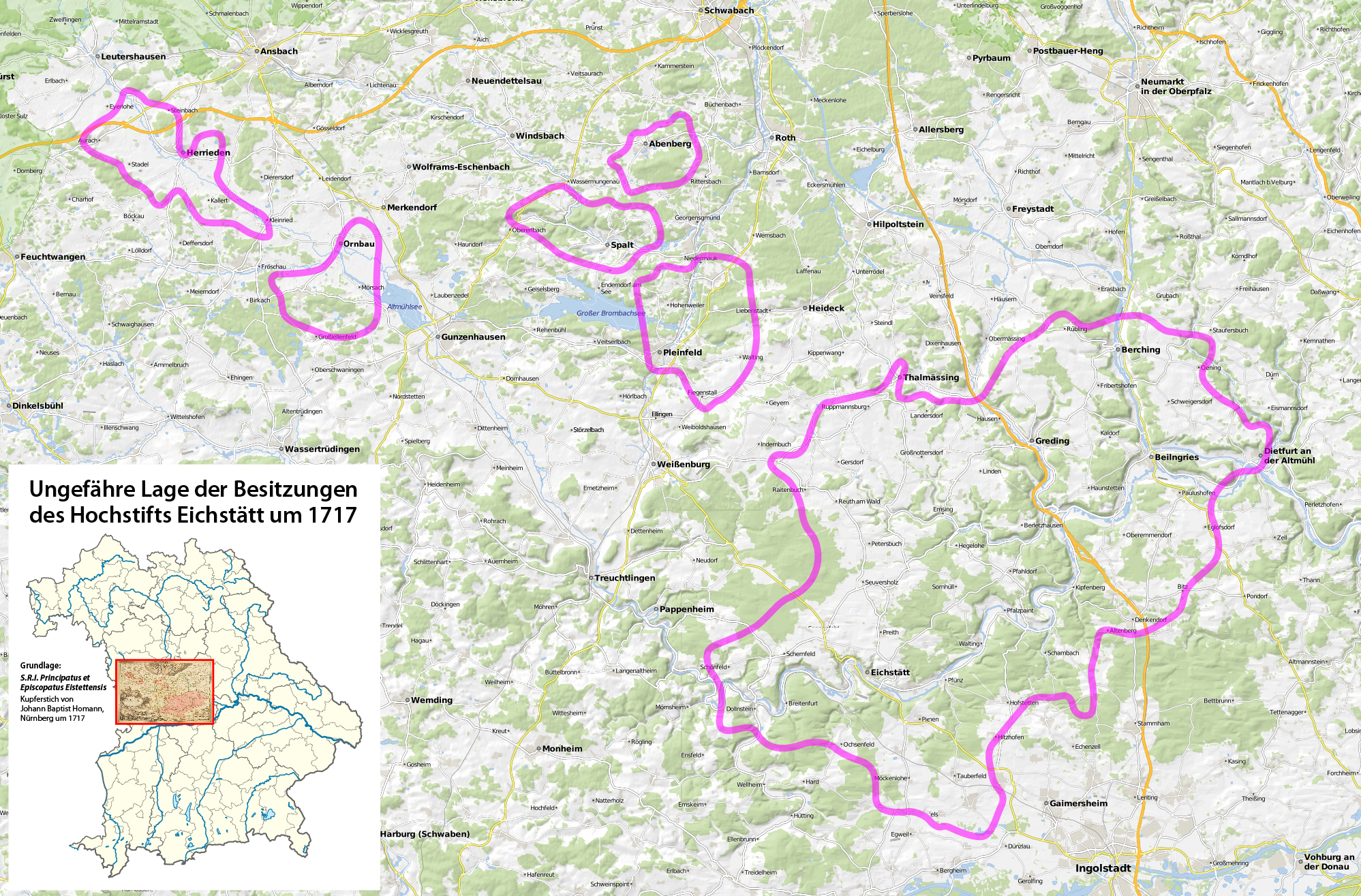
Mappa del principato ecclesiastico di Eichstätt nel 1717.

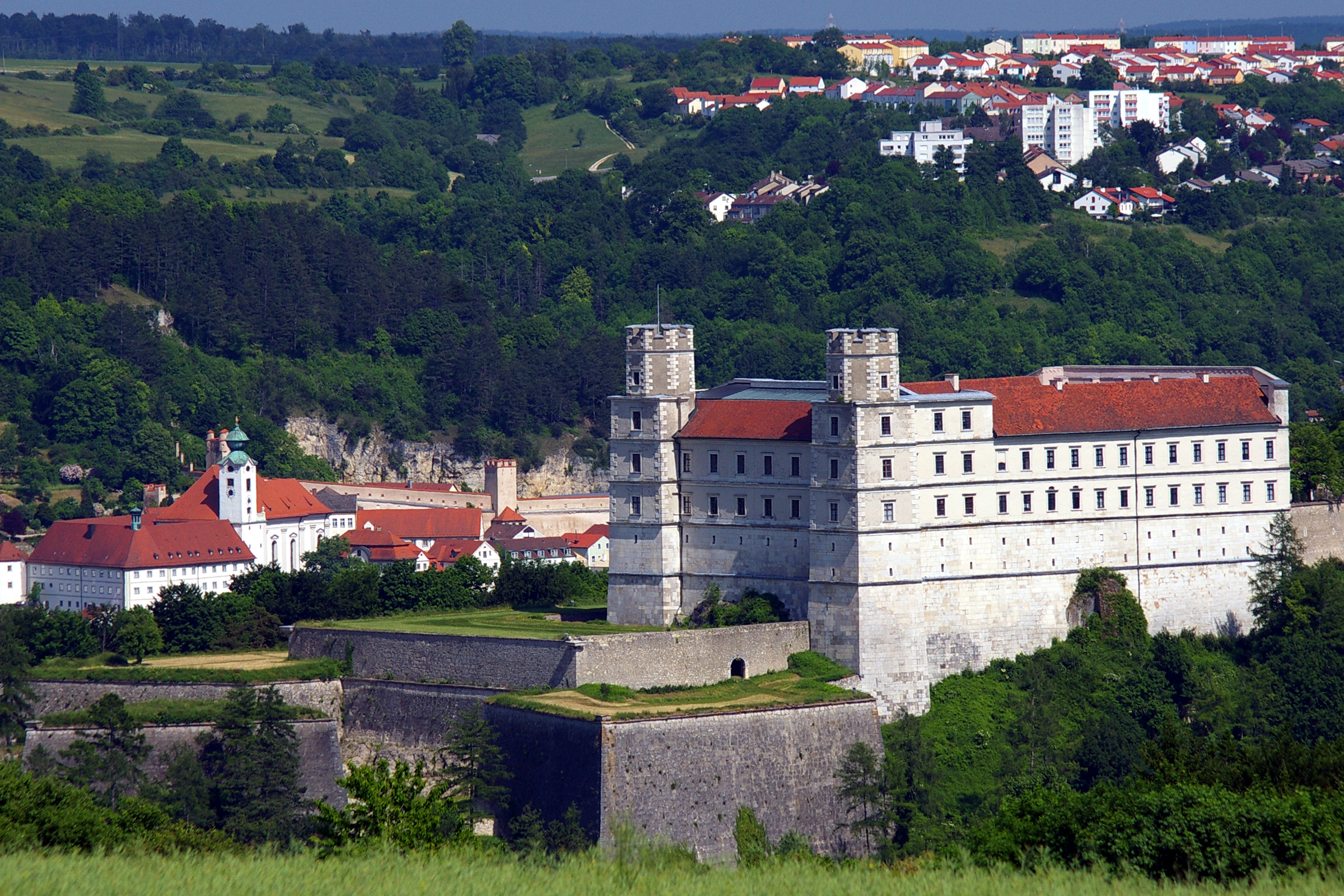
Il Willibaldsburg, residenza dei principi vescovi di Eichstätt dal XIV al XVIII secolo.

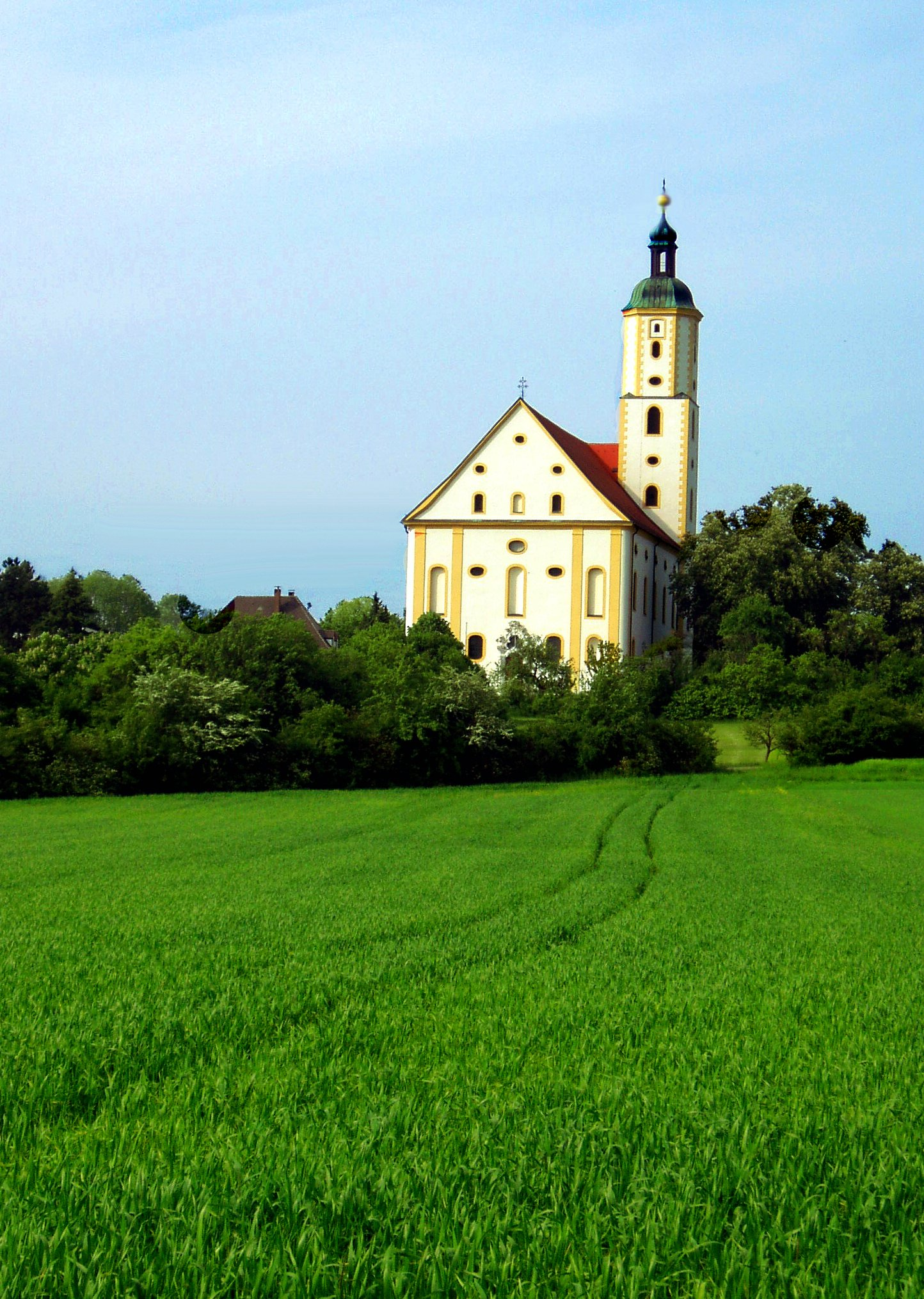
Il santuario Maria Brünnlein di Wemding, il più importante luogo di pellegrinaggio mariano della diocesi di Eichstätt, visitato da papa Giovanni Paolo II nel 1998.

La diocesi di Eichstätt (in latino Dioecesis Eystettensis) è una sede della Chiesa cattolica in Germania suffraganea dell'arcidiocesi di Bamberga. Nel 2023 contava 388.500 battezzati su 1.000.406 abitanti. La sede è vacante.

## Territorio
La diocesi si trova nella parte centrale della Baviera e comprende parte dei distretti dell'Alta Baviera, della Media Franconia e dell'Alto Palatinato.
Sede vescovile è la città di Eichstätt, dove si trova la cattedrale dell'Assunzione di Maria Vergine. In diocesi sorgono 3 basiliche minori: la basilica-santuario di Maria Brünnlein a Wemding, la basilica dell'Assunta a Ingolstadt e la basilica dei Santi Vito e Deocaro a Herrieden.
Il territorio si estende su 6.025 km² ed è suddiviso in 259 parrocchie, raggruppate in 8 decanati: Eichstätt, Herrieden, Ingolstadt, Habsberg, Neumarkt in der Oberpfalz, Norimberga, Roth-Schwabach e Weißenburg-Wemding.

## Storia
La diocesi fu eretta nel 745. Originariamente era suffraganea dell'arcidiocesi di Magonza (oggi diocesi). L'erezione della diocesi si iscrive nel periodo dell'evangelizzazione della Germania. Il primo vescovo, Willibald, era un parente di san Bonifacio.
All'inizio la nuova diocesi comprendeva sostanzialmente due territori: ad est la maggior parte del Nordgau bavarese, e ad ovest il Sualafeldgau franco-alemanno. Il 1º novembre 1007 cedette l'estrema parte settentrionale del Nordgau a vantaggio dell'erezione della diocesi di Bamberga (oggi arcidiocesi). Dal XIII secolo anche la città di Norimberga entrò a far parte dell'orbita dei vescovi di Bamberga, fino ad essere inglobata nel territorio di quella diocesi.
Fin dalla fondazione, la diocesi fu dotata di molti beni demaniali e statali, creando così i presupposti per la nascita del principato vescovile di Eichstätt, che si sviluppò soprattutto a partire dall'XI secolo. Il potere temporale dei vescovi su larghe porzioni del territorio diocesano, che godevano del privilegio dell'immediatezza imperiale, perdurerà fino alla secolarizzazione sancita con il Reichsdeputationshauptschluss del 1803, quando il principato ecclesiastico fu inglobato nel Regno di Baviera. L'ultimo principe-vescovo fu Joseph von Stubenberg, il quale inviò una supplica al re di Baviera per mantenere, come uniche sue proprietà, i mobili della sua camera e il letto dove dormiva.
La Riforma protestante si manifestò a Eichstätt fin dal 1525 e si diffuse in due terzi del territorio diocesano e sottrasse al cattolicesimo numerosi importanti monasteri. Tuttavia, nei primi decenni del XVII secolo fu recuperato circa un terzo del territorio perduto. L'opera della controriforma fu perseguita in particolare da gesuiti e cappuccini, chiamati in diocesi dal vescovo Johann Christoph von Westerstetten (1613-1637). Tuttavia già nella seconda metà del XVI secolo i vescovi presero misure per applicare i decreti di riforma del concilio di Trento: nel 1564 il vescovo Martin von Schaumberg fondò a Eichstätt uno dei primi seminari tridentini tedeschi; Johann Konrad von Gemmingen (1595-1612) attuò una serie di visite canoniche nella sua diocesi per riaffermare la dottrina cattolica contro quella luterana.
Durante l'invasione svedese del 1634 la città episcopale fu distrutta. La sua ricostruzione fu opera soprattutto del vescovo Marquard von Schenk von Castell (1637-1685), che dotò Eichstätt di numerosi edifici in stile barocco; questo vescovo riorganizzò anche l'amministrazione ecclesiastica e secolare della sua diocesi. Un altro vescovo che lasciò un'impronta riformatrice in diocesi fu Raymund Anton von Strasoldo, che nel 1768 pubblicò una Instructio pastoralis che fu molto apprezzata all'epoca e conobbe diverse riedizioni fino al 1902.
Il concordato fra Santa Sede e regno di Baviera del 1817 definì i nuovi confini delle diocesi bavaresi, sanciti dalla bolla Dei ac Domini Nostri di papa Pio VII del 1º aprile 1818, con la quale Bamberga fu elevata al rango di sede metropolitana, di cui Eichstätt divenne sua suffraganea, con 199 parrocchie. Le trattative seguite al concordato prolungarono fino al 1824 la nomina del nuovo vescovo, Petrus Pustet.
Il principale restauratore della diocesi nel corso dell'Ottocento fu il futuro cardinale Karl August von Reisach (1836-1846): nel 1838 rimise in vigore il seminario diocesano e nel 1843 creò un'accademia filosofico-teologica direttamente dipendente dal vescovo.
Nel 1913 la diocesi perse alcune parrocchie a sud del fiume Pegnitz a favore dell'arcidiocesi di Bamberga.
Tra i vescovi di Eichstätt, il più conosciuto è Gebhard di Calw, che nel 1054 fu eletto papa con il nome di Vittore II.

## Cronotassi dei vescovi
Si omettono i periodi di sede vacante non superiori ai 2 anni o non storicamente accertati.
- San Villibaldo † (741 - 7 luglio 786 deceduto)
- Geroch † (786 - 2 febbraio 801 deceduto)
- Agno † (801 - 6 novembre 819 deceduto)
- Adalungo † (820 - 25 luglio 841 deceduto)
- Altun † (841 - 847 dimesso)
- Ottocaro † (847 - 6 luglio 881 deceduto)
- Gotescalco † (881 - 12 novembre 884 deceduto)
- Erchenbaldo † (884 - 19 giugno 916 deceduto)
- Udalfrido † (916 - 1º gennaio 933 deceduto)
- Starcando † (933 - 11 febbraio 966 deceduto)
- Reginaldo † (966 - 4 aprile 991 deceduto)
- Megingaudo † (991 - 28 aprile 1014 deceduto)
- Gundicaro I † (1014 - 20 dicembre 1019 deceduto)
- Gualtiero † (1020 - 20 dicembre 1021 deceduto)
- Eriberto † (1022 - 24 luglio 1042 deceduto)
- Guzmann di Rothenburg † (1042 - 17 ottobre 1042 deceduto)
- Gebhard di Calw † (1042 - settembre 1054 eletto papa con il nome di Vittore II)
- Gundicaro II † (20 agosto 1057 - 2 agosto 1075 deceduto)
- Ulrico † (1075 - 17 novembre 1099 deceduto)
- Eberardo di Vohburg-Schweinfurt † (1100 - 6 gennaio 1112 deceduto)
- Ulrico di Bogen † (1112 - 2 settembre 1125 deceduto)
- Gebhard von Hirschberg † (novembre 1125 - 17 marzo 1149 deceduto)
- Burkhard von Memlem † (1149 - prima del 7 giugno 1153 deposto)
- Konrad von Morsberg † (1153 - 13 gennaio 1171 deceduto)
- Egilolf † (1171 - 1º ottobre 1182 dimesso)
- Otto † (1182 - 1195)
- Hartwich von Hirschberg † (1195 - 2 maggio 1223 deceduto)
- Friedrich von Hauenstadt † (1223 - ?)
- Heinrich von Ziplingen † (2 luglio 1225 - 10 gennaio 1229 deceduto)
- Heinrich von Tischlingen † (1º luglio 1229 - giugno 1234 deceduto)
- Heinrich von Ravensberg † (30 agosto 1234 - 29 giugno 1237 deceduto)
- Friedrich von Parsberg † (29 agosto 1237 - 28 giugno 1246 deceduto)
- Heinrich von Württemberg † (1246 - 13 maggio 1259 deceduto)
- Engelhard † (1259 - 2 maggio 1261 deceduto)
- Hildebrand von Morn † (luglio 1261 - 24 marzo 1279 deceduto)
- Reimbrecht von Mulenhard † (3 settembre 1279 - 27 agosto 1297 deceduto)
- Konrad von Pfaffenhausen † (3 settembre 1297 - 17 maggio 1305 deceduto)
- Johann von Durbheim † (23 settembre 1305 - 18 febbraio 1306 nominato vescovo di Strasburgo)
- Philipp von Rathsamhausen † (18 febbraio 1306 - 25 febbraio 1322 deceduto)
- Marquard von Hageln † (febbraio 1322 - 8 febbraio 1324 deceduto)
- Gebhard von Graisbacch † (1324 - 14 settembre 1327 deceduto)
- Friedrich von Leuchtenberg, O.Cist. † (11 aprile 1328 - 27 marzo 1329 deceduto)
- Heinrich Schenk von Reicheneck † (17 novembre 1329 - 10 febbraio 1344 deceduto)
- Albrecht von Hohenfels † (marzo 1344 - 1351 dimesso)
- Berthold von Nürnburg † (20 maggio 1351 - 16 settembre 1365 deceduto)
- Rhabanus Schenk von Wildburgstetten † (17 dicembre 1365 - 18 ottobre 1383 deceduto)
- Friedrich von Öttingen † (circa 1384 - 19 settembre 1415 deceduto)
- Johann von Heideck † (2 ottobre 1415 - 3 giugno 1429 deceduto)
- Albrecht von Rechberg † (26 agosto 1429 - 9 settembre 1445 deceduto)
- Johann von Eych † (1º ottobre 1445 - 1º gennaio 1464 deceduto)
- Wilhelm von Reichenau † (12 marzo 1464 - 18 novembre 1496 deceduto)
- Gabriel von Eyb † (2 marzo 1497 - 30 ottobre 1535 deceduto)
- Christoph Marschalk zu Pappenheim † (28 gennaio 1536 - 13 giugno 1539 deceduto)
- Moritz von Hutten † (7 maggio 1540 - 8 dicembre 1552 deceduto)
- Eberhard von Hirnheim † (22 febbraio 1553 - 4 luglio 1560 deceduto)
- Martin von Schaumberg † (4 settembre 1560 - 28 giugno 1590 deceduto)
- Kaspar von Seckendorff † (23 gennaio 1591 - 28 aprile 1595 deceduto)
- Johann Konrad von Gemmingen † (28 aprile 1595 succeduto - 7 novembre 1612 deceduto)
- Johann Christoph von Westerstetten † (28 gennaio 1613 - 28 luglio 1637 deceduto)
- Marquard von Schenk von Castell † (16 novembre 1637 - 18 gennaio 1685 deceduto)
- Johann Euchar von Schenk von Castell † (7 luglio 1687 - 6 marzo 1697 deceduto)
- Johann Martin von Eyb † (7 aprile 1698 - 6 dicembre 1704 deceduto)
- Johann Anton von Knebel von Katzenellenbogen † (27 aprile 1705 - 27 aprile 1725 deceduto)
- Franz Ludwig von Schenk von Castell † (26 settembre 1725 - 17 settembre 1736 deceduto)
- Johann Anton von Freyberg-Hopferau † (7 giugno 1737 - 20 aprile 1757 deceduto)
- Raymund Anton von Strasoldo † (26 settembre 1757 - 13 gennaio 1781 deceduto)
- Johann Anton von Zehmen † (17 settembre 1781 - 23 giugno 1790 deceduto)
- Joseph von Stubenberg † (11 aprile 1791 - 6 aprile 1818 nominato arcivescovo di Bamberga)
  - Sede vacante (1818-1824)
- Petrus Pustet † (24 maggio 1824 - 24 aprile 1825 deceduto)
- Johann Friedrich Oesterreicher † (27 giugno 1825 - 31 gennaio 1835 deceduto)
- Johann Martin Manl † (6 aprile 1835 - 15 ottobre 1835 deceduto)
- Karl August von Reisach † (11 luglio 1836 - 1º ottobre 1846 succeduto arcivescovo di Monaco e Frisinga)
- Georg von Oettl † (21 dicembre 1846 - 6 febbraio 1866 deceduto)
- Franz Leopold von Leonrod † (22 febbraio 1867 - 5 settembre 1905 deceduto)
- Johannes Leo von Mergel, O.S.B. † (11 dicembre 1905 - 20 giugno 1932 deceduto)
- Konrad von Preysing Lichtenegg-Moos † (9 settembre 1932 - 5 luglio 1935 nominato vescovo di Berlino)
- Michael Rackl † (4 novembre 1935 - 5 maggio 1948 deceduto)
- Joseph Schröffer † (23 luglio 1948 - 2 gennaio 1968 dimesso[4])
- Alois Brems † (28 maggio 1968 - 1º giugno 1983 ritirato)
- Karl Heinrich Braun (17 aprile 1984 - 25 marzo 1995 nominato arcivescovo di Bamberga)
- Walter Mixa (24 febbraio 1996 - 16 luglio 2005 nominato vescovo di Augusta)
- Gregor Maria Hanke, O.S.B. (14 ottobre 2006 - 8 giugno 2025 dimesso)

## Statistiche
La diocesi nel 2023 su una popolazione di 1.000.406 persone contava 388.500 battezzati, corrispondenti al 38,8% del totale.
| anno | popolazione | popolazione | popolazione | presbiteri | presbiteri | presbiteri | presbiteri                | diaconi | religiosi | religiosi | parrocchie |
| anno | battezzati  | totale      | %           | numero     | secolari   | regolari   | battezzati per presbitero | diaconi | uomini    | donne     | parrocchie |
| ---- | ----------- | ----------- | ----------- | ---------- | ---------- | ---------- | ------------------------- | ------- | --------- | --------- | ---------- |
| 1950 | 335.000     | 613.000     | 54,6        | 562        | 463        | 99         | 596                       |         | 245       | 1.280     | 220        |
| 1970 | 402.000     | 748.662     | 53,7        | 571        | 471        | 100        | 704                       |         | 171       | 1.174     | 250        |
| 1980 | 437.285     | 820.980     | 53,3        | 473        | 387        | 86         | 924                       |         | 148       | 1.267     | 256        |
| 1990 | 445.134     | 814.700     | 54,6        | 445        | 353        | 92         | 1.000                     | 4       | 167       | 939       | 263        |
| 1999 | 455.091     | 876.160     | 51,9        | 393        | 322        | 71         | 1.157                     | 18      | 113       | 602       | 265        |
| 2000 | 455.363     | 907.000     | 50,2        | 390        | 320        | 70         | 1.167                     | 4       | 110       | 578       | 265        |
| 2001 | 454.290     | 890.000     | 51,0        | 376        | 308        | 68         | 1.208                     |         | 100       | 615       | 265        |
| 2002 | 453.229     | 890.000     | 50,9        | 388        | 316        | 72         | 1.168                     | 22      | 104       | 607       | 265        |
| 2003 | 453.229     | 890.000     | 50,9        | 379        | 304        | 75         | 1.195                     | 22      | 103       | 655       | 265        |
| 2004 | 450.062     | 890.000     | 50,6        | 387        | 308        | 79         | 1.162                     | 25      | 106       | 650       | 265        |
| 2006 | 442.772     | 890.000     | 49,7        | 373        | 299        | 74         | 1.187                     | 26      | 103       | 650       | 265        |
| 2013 | 413.155     | 870.000     | 47,5        | 360        | 300        | 60         | 1.147                     | 39      | 78        | 450       | 263        |
| 2016 | 401.767     | 966.564     | 41,6        | 363        | 303        | 60         | 1.106                     | 43      | 77        | 400       | 260        |
| 2019 | 396.902     | 989.725     | 40,1        | 344        | 287        | 57         | 1.153                     | 47      | 68        | 400       | 258        |
| 2021 | 386.798     | 995.908     | 38,8        | 321        | 275        | 46         | 1.204                     | 44      | 57        | 400       | 259        |
| 2023 | 388.500     | 1.000.406   | 38,8        | 304        | 262        | 42         | 1.277                     | 46      | 53        | 400       | 259        |